# Когенерация

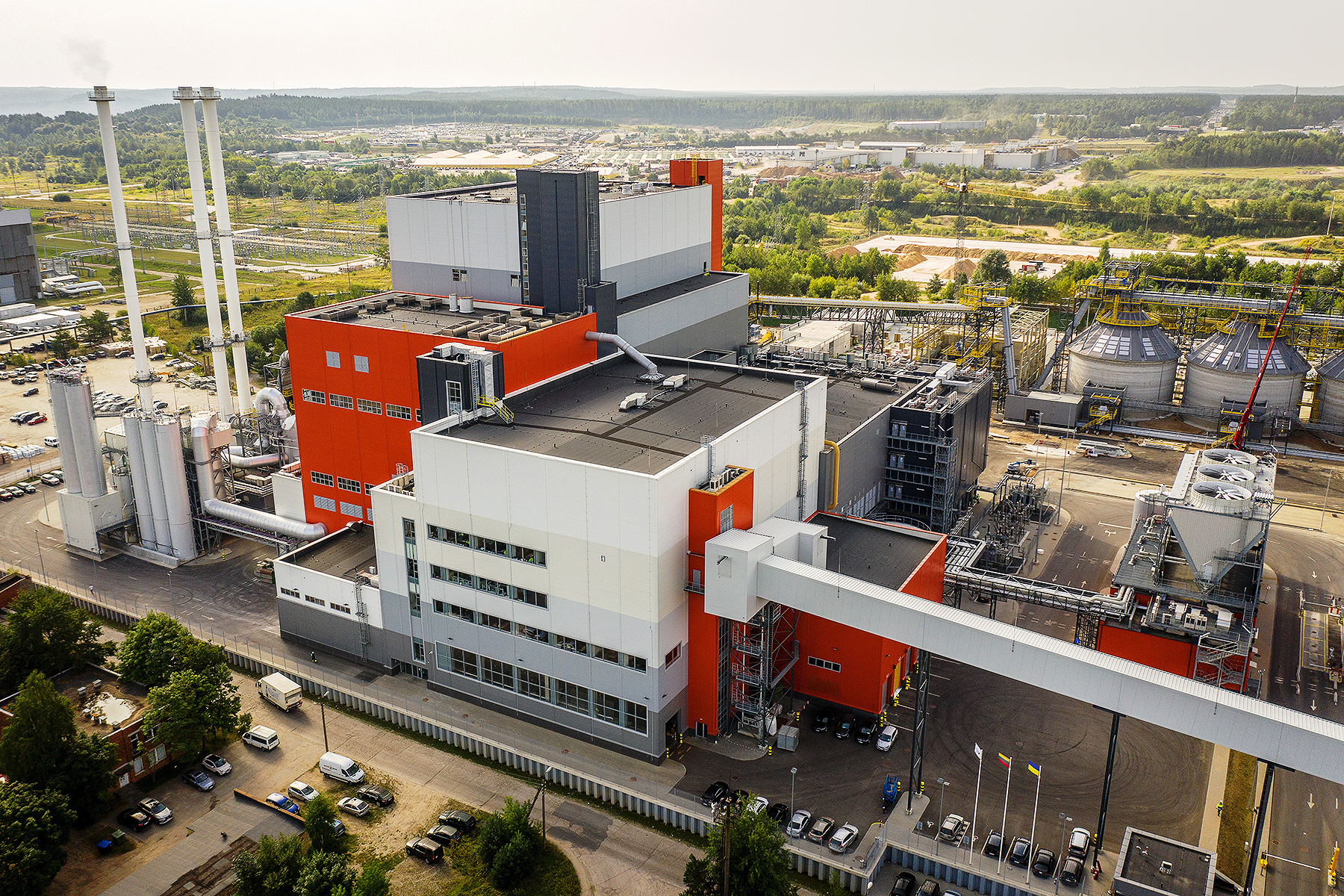
Когенерационная электростанция в Вильнюсе

Когенера́ция (название образовано от слов Комбинированная генерация электроэнергии и тепла) — процесс совместной выработки электрической и тепловой энергии. В советской технической литературе распространён термин теплофика́ция — централизованное теплоснабжение на базе комбинированного производства электроэнергии и тепла низкого (температура теплоносителя до 150 градусов) и среднего (температура теплоносителя от 150 до 350 градусов) потенциалов на теплоэлектроцентралях.
Отличием от теплофикации является утилизация тепла после получения электроэнергии (фактически использование вторичного энергоресурса — тепла после отработки в установках по производству электроэнергии). При теплофикации процесс выработки электроэнергии и тепла идет параллельно. Когенерация широко используется в энергетике, например на ТЭЦ (теплоэлектроцентралях), где рабочее тепло после использования в выработке электроэнергии применяется для нужд теплоснабжения. Тем самым значительно повышается КИТТ — до 90 % и даже выше.
Смысл когенерации в том, что при прямой выработке электрической энергии создаётся возможность утилизировать попутное тепло.
Дальнейшим развитием когенерации является тригенерация, в которой тепло также используется для создания холода, например для использования в системах кондиционирования воздуха.
Когенерационные установки (когенераторы) широко используются в малой энергетике (мини-ТЭЦ, MicroCHP). И для этого есть следующие предпосылки:
- Тепло используется непосредственно в месте получения, что обходится дешевле, чем строительство и эксплуатация многокилометровых теплотрасс;
- Потребитель приобретает энергетическую независимость от сбоев в электроснабжении и аварий в системах теплоснабжения.
- Использование когенерации наиболее выгодно для потребителей с постоянным потреблением электроэнергии и тепла. Для потребителей, у которых имеются ярко выраженные «пиковые нагрузки» (например, жилое хозяйство, ЖКХ), когенерация мало выгодна вследствие большой разницы между установленной и среднесуточной мощностями — окупаемость проекта значительно затягивается.